# Drunk Groove
«Drunk Groove» (рус. Пьяный грув) — песня украинской певицы Maruv и украинского продюсера Михаила Бусина, известного под псевдонимом Boosin. Песня была выпущена 29 декабря 2017 в качестве ведущего сингла из дебютного студийного альбома Maruv Black Water на лейбле Warner Music Russia и сразу приобрела известность во всём мире.

## История
Об успешности песни в интервью с ТНТ Music Maruv заявила:
На самом деле, если разобрать просто по кусочкам, то гармония песни прямо в лучших традициях романсов. То есть гармония таких славянских народностей и мелодия чисто шансоновская, реально. Мне кажется, взять ещё каких-то пару песен Шуфутинского, положить на английский язык и сделать ровную бочку — и тоже будет хорошо. Сейчас модно американизироваться.Maruv
Релиз видеоклипа на трек состоялся 2 марта 2018 на официальном YouTube-канале Maruv. Режиссёром видео стал Serge Vane. Менее чем за сутки клип набрал более 2,5 миллионов просмотров.
8 ноября 2018 Maruv исполнила сингл на развлекательном шоу «Вечерний Ургант».

## Список композиций
| №  | Название                            | Длительность |
| -- | ----------------------------------- | ------------ |
| 1. | «Drunk Groove» (совместно с Boosin) | 3:46         |

| №  | Название                                               | Длительность |
| -- | ------------------------------------------------------ | ------------ |
| 1. | «Drunk Groove» (Kolya Funk и Mephisto Remix)           | 2:54         |
| 2. | «Drunk Groove» (Kolya Funk и Mephisto Extended Mix)    | 3:42         |
| 3. | «Drunk Groove» (Mike Tsoff и German Avny Remix)        | 3:03         |
| 4. | «Drunk Groove» (Mike Tsoff и German Avny Extended Mix) | 4:36         |
| 5. | «Drunk Groove» (Rocket Fun и Leo Johns Remix)          | 3:03         |
| 6. | «Drunk Groove» (Rocket Fun и Leo Johns Extended Mix)   | 4:10         |

| №  | Название                            | Длительность |
| -- | ----------------------------------- | ------------ |
| 1. | «Drunk Groove» (Johnny Beast Remix) | 3:34         |
| 2. | «Drunk Groove» (Alex Spite)         | 4:34         |
| 3. | «Drunk Groove» (Rodge Remix)        | 3:34         |

## Награды и номинации
| Награда           | Год  | Категория                         | Результат | Прим.  |
| ----------------- | ---- | --------------------------------- | --------- | ------ |
| M1 Music Awards   | 2018 | Dance Parade                      | Победа    | [ 9 ]  |
| Премия Муз-ТВ     | 2019 | Лучшая песня на иностранном языке | Номинация | [ 10 ] |
| Yuna Music Awards | 2019 | Лучшее видео                      | Номинация | [ 11 ] |

## Чарты

### Еженедельные чарты
| Чарт (2018)                | Высшая позиция |
| -------------------------- | -------------- |
| Польша (Spotify)           | 20             |
| Эстония (Spotify)          | 68             |
| Финляндия (Spotify)        | 192            |
| Russia Radio Hits (TopHit) | 3              |
| Moscow Radio Hits (TopHit) | 1              |
| Россия (Яндекс.Музыка)     | 9              |
| Мир (Google Play)          | 2              |
| Мир (Zvooq.online)         | 9              |
| Мир (Shazam)               | 1              |
| Мир (ВКонтакте)            | 18             |
| Мир (МУЗ-ТВ)               | 1              |
| Дэнс Чарт (ТНТ Music)      | 10             |
| Россия (iTunes)            | 4              |
| МТС                        | 8              |

| Чарт (2018)        | Позиция |
| ------------------ | ------- |
| Болгария (Prophon) | 9       |
| Польша (ZPAV)      | 50      |
| Россия (TopHit)    | 26      |
| Украина (TopHit)   | 16      |
| Чарт (2019)        | Позиция |
| Россия (TopHit)    | 137     |
| Украина (TopHit)   | 73      |

## Сертификации
| Регион | Сертификация  | Продажи |
| --- | ------------- | ------- |
| Польша (ZPAV) | 2× Платиновый | 40 000  |
| ^ Данные о тиражах приведены только на основе сертификации. · Данные о продажах + прослушиваниях приведены только на основе сертификации. |               |         |